# Хуан Мануел Вия
Хуан Мануел Вия (на испански: Juan Manuel Villa; 26 септември 1938, Севиля – 5 януари 2025, Сарагоса) е испански футболист. Вия е играл като полузащитник и нападател. Като нападател играе в най-силния период (60-те години на XX век) на „Реал“ (Мадрид). Той е част от Великолепната петорка с Канарио, Сантос, Марселино и Лапетра.
През 1964 година изиграва 3 мача за националния отбор.
Умира на 86 години на 5 януари 2025 година в Сарагоса.

## Успехи
Реал Сарагоса
- Купа дел Генералисимо: (Купа на краля)
  -  Носител (2): 1963/64,[4] 1965/66[5]
  -  Финалист (2): 1962/63, 1964/65

- Купа на панаирните градове
  -  Носител (1): 1963/64[6]
  -  Финалист (1): 1965/66